# Jason de Phères
Pour les articles homonymes, voir Jason (homonymie).
 (mars 2014).
Si vous disposez d'ouvrages ou d'articles de référence ou si vous connaissez des sites web de qualité traitant du thème abordé ici, merci de compléter l'article en donnant les références utiles à sa vérifiabilité et en les liant à la section « Notes et références ».
Sauf précision contraire, les dates de cet article sont sous-entendues « avant l'ère commune » (AEC), c'est-à-dire « avant Jésus-Christ ».
Jason de Phères est un tyran de la ville de Phères (en Thessalie) au début du IVe siècle av. J.-C.

## Notice historique
Il succède à son père Lycophron, et amorce une politique de conquêtes favorisée par l'affrontement entre Thèbes, Athènes et Sparte. Il soumet la quasi-totalité de la Thessalie, une partie de l'Épire, et s'allie à Thèbes contre Sparte. Après la victoire d'Épaminondas en 371 à la bataille de Leuctres, il s'interpose entre les deux belligérants. Jason songe à s'emparer du trésor de Delphes afin de financer le projet d'une campagne contre le royaume Achéménide, lorsqu'il est assassiné en 370. Son neveu Alexandre de Phères lui succède.